# 伊格爾 (愛達荷州)
伊格爾（英語：Eagle）是一個位於美國愛達荷州埃達縣的城市。

## 地理
伊格爾的座標為43°41′35″N 116°20′47″W / 43.69306°N 116.34639°W，而該地的平均海拔高度為782米（即2566英尺）。

## 人口
根據2010年美國人口普查的數據，伊格爾的面積為78.29平方千米，當中陸地面積為77.06平方千米，而水域面積為1.23平方千米。當地共有人口19908人，而人口密度為每平方千米254.29人。